# Áreas de governo local na Nigéria
A Nigéria tem 774 Áreas de governo local (LGAs, sigla do nome em inglês "Local Government Areas"). Estas subdivisões são equivalentes a municípios.
Cada área do governo local é administrada por um Conselho de Governo Local, constituído por um presidente que é o Chefe do Executivo da LGA, e outros deputados eleitos que são referidos como vereadores.
As funções dos Governos Locais são detalhados na Constituição nigeriana e incluem:
- Recomendações ao governo do Estado sobre economia;
- Cobrança de impostos e taxas;
- Estabelecimento e manutenção de cemitérios, agências funerárias e casas para os pobres ou enfermos;

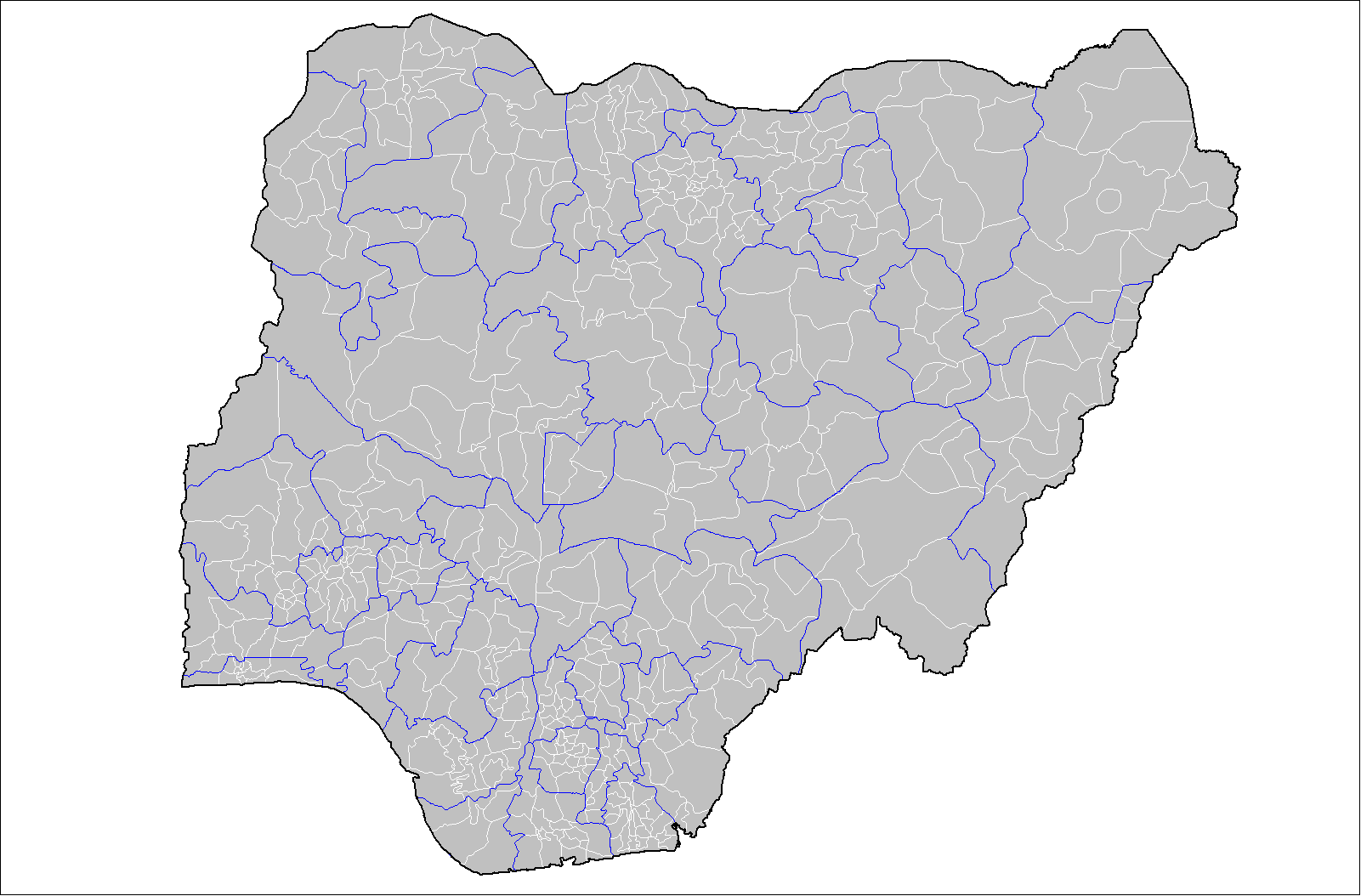
Áreas de governo local na Nigéria.

## Lista de LGAs
| LGA                 | Estado                        |
| ------------------- | ----------------------------- |
| Abadam              | Borno (estado)                |
| Abaji               | Território da Capital Federal |
| Abak                | Akwa Ibom (estado)            |
| Abakaliki           | Ebonyi (estado)               |
| Aba Norte           | Abia (estado)                 |
| Aba-Sul             | Abia (estado)                 |
| Abeokuta Norte      | Ogum                          |
| Abeokuta Sul        | Ogum                          |
| Abi                 | Rio Cross                     |
| Aboh-Mbaise         | Imo (estado)                  |
| Abua-Odual          | Rios                          |
| Abuja               | Território da Capital Federal |
| Adavi               | Kogi (estado)                 |
| Ado Benue           | Benue (estado)                |
| Ado Ekiti           | Ekiti (estado)                |
| Ado Odo/Ota         | Ogum                          |
| Afigio              | Oió                           |
| Afikpo Norte        | Ebonyi (estado)               |
| Afikpo Sul          | Ebonyi (estado)               |
| Agaie               | Níger                         |
| Agatu               | Benue (estado)                |
| Agawara             | Níger                         |
| Agege               | Lagos                         |
| Aguata              | Anambra                       |
| Ahiazu              | Imo (estado)                  |
| Ahoada Leste        | Rios                          |
| Ahoada Oeste        | Rios                          |
| Ajaokuta            | Kogi (estado)                 |
| Ajeromi/Ifelodun    | Lagos                         |
| Ajingi              | Kano (estado)                 |
| Akamkpa             | Rio Cross                     |
| Akinyele            | Oió                           |
| Akko                | Gombe (estado)                |
| Akoko-Edo           | Edo (estado)                  |
| Akoko-Nordeste      | Ondô                          |
| Akoko-Noroeste      | Ondô                          |
| Akoko-Sudoeste      | Ondô                          |
| Akoko-Sudeste       | Ondô                          |
| Akpabuyo            | Rio Cross                     |
| Akuku-Toru          | Rios                          |
| Akure-Norte         | Ondô                          |
| Akure-Sul           | Ondô                          |
| Akwanga             | Nassaraua                     |
| Albasu              | Kano (estado)                 |
| Aleiro              | Kebbi (estado)                |
| Alimosho            | Lagos                         |
| Alkaleri            | Bauchi                        |
| Amuwo-Odofin        | Lagos                         |
| Anambra-Leste       | Anambra                       |
| Anambra-Oeste       | Anambra                       |
| Anaocha             | Anambra                       |
| Andoni              | Rios                          |
| Aninri              | Enugu                         |
| Aniocha-Norte       | Delta                         |
| Aniocha-Sul         | Delta                         |
| Anka                | Zanfara                       |
| Ankpa               | Kogi (estado)                 |
| Apa                 | Benue (estado)                |
| Apapa               | Lagos                         |
| Ardo-Kola           | Taraba                        |
| Arewa-Dandi         | Kebbi (estado)                |
| Argungu             | Kebbi (estado)                |
| Arochukwu           | Abia (estado)                 |
| Asa                 | Kwara (estado)                |
| Asari-Toru          | Rios                          |
| Askira/Uba          | Borno (estado)                |
| Atakunmosa-Leste    | Oxum                          |
| Atakunmosa-Oeste    | Oxum                          |
| Atiba               | Oió                           |
| Atigbo              | Oió                           |
| Augie               | Kebbi (estado)                |
| Auyo                | Jigawa (estado)               |
| Awe                 | Nassaraua                     |
| Awgu                | Enugu                         |
| Awka-Norte          | Anambra                       |
| Awka-Sul            | Anambra                       |
| Ayamelum            | Anambra                       |
| Ayedaade            | Oxum                          |
| Ayedire             | Oxum                          |
| Babura              | Jigawa (estado)               |
| Badagry             | Lagos                         |
| Bagudo              | Kebbi (estado)                |
| Baguai              | Kano (estado)                 |
| Bakassi             | Rio Cross                     |
| Bokkos              | Plateau (estado)              |
| Bakori              | Katsina (estado)              |
| Bakura              | Zanfara                       |
| Balanga             | Gombe (estado)                |
| Bali                | Taraba                        |
| Bama                | Borno (estado)                |
| Barde               | Yobe (estado)                 |
| Barkin-Ladi         | Plateau (estado)              |
| Baruten             | Kwara (estado)                |
| Bassa (Kogi)        | Kogi (estado)                 |
| Bassa Plateau       | Plateau (estado)              |
| Batagarawa          | Katsina (estado)              |
| Batsari             | Katsina (estado)              |
| Bauchi              | Bauchi                        |
| Baure               | Katsina (estado)              |
| Bayo                | Borno (estado)                |
| Bebeji              | Kano (estado)                 |
| Bekwarra            | Rio Cross                     |
| Bende               | Abia (estado)                 |
| Biase               | Rio Cross                     |
| Bichi               | Kano (estado)                 |
| Bida                | Níger                         |
| Billiri             | Gombe (estado)                |
| Bindawa             | Katsina (estado)              |
| Binji               | Socoto                        |
| Biriniwa            | Jigawa (estado)               |
| Birnin-Gwari        | Kaduna (estado)               |
| Birnin-Kebbi        | Kebbi (estado)                |
| Birnin-Kudu         | Jigawa (estado)               |
| Birnin-Magaji/Kiyaw | Zanfara                       |
| Biu                 | Borno (estado)                |
| Bodinga             | Socoto                        |
| Bogoro              | Bauchi                        |
| Boki                | Rio Cross                     |
| Boluwaduro          | Oxum                          |
| Bomadi              | Delta                         |
| Bonny               | Rios                          |
| Borgu               | Níger                         |
| Boripe              | Oxum                          |
| Borasi              | Yobe (estado)                 |
| Bosso               | Níger                         |
| Brass               | Bayelsa (estado)              |
| Buji                | Jigawa (estado)               |
| Bukkuyum            | Zanfara                       |
| Buruku              | Benue (estado)                |
| Bungudu             | Zanfara                       |
| Bunkure             | Kano (estado)                 |
| Bunza               | Kebbi (estado)                |
| Burutu              | Delta                         |
| Bwari               | Território da Capital Federal |
| Calabar-Municipal   | Rio Cross                     |
| Calabar-Sul         | Rio Cross                     |
| Chanchaga           | Níger                         |
| Charanchi           | Katsina (estado)              |
| Chibok              | Borno (estado)                |
| Chikun              | Kaduna (estado)               |
| Dala                | Kano (estado)                 |
| Damaturu            | Yobe (estado)                 |
| Damban              | Bauchi                        |
| Dambatta            | Kano (estado)                 |
| Damboa              | Borno (estado)                |
| Dandi               | Kebbi (estado)                |
| Dandume             | Katsina (estado)              |
| Dange-Shuni         | Socoto                        |
| Danja               | Katsina (estado)              |
| Dan-Musa            | Katsina (estado)              |
| Darazo              | Bauchi                        |
| Dass                | Bauchi                        |
| Daura               | Katsina (estado)              |
| Dawakin-Kudu        | Kano (estado)                 |
| Dawakin-Tofa        | Kano (estado)                 |
| Degema              | Rios                          |
| Dekina              | Kogi (estado)                 |
| Demsa               | Adamawa (estado)              |
| Dikwa               | Borno (estado)                |
| Doguwa              | Kano (estado)                 |
| Doma                | Nassaraua                     |
| Donga               | Taraba                        |
| Dukku               | Gombe (estado)                |
| Dunukofia           | Anambra                       |
| Dutse               | Jigawa (estado)               |
| Dutsi               | Katsina (estado)              |
| Dutsin-Ma           | Katsina (estado)              |
| Obolo-Oriental      | Akwa Ibom (estado)            |
| Ebonyi              | Ebonyi (estado)               |
| Edati               | Níger                         |
| Ede-Norte           | Oxum                          |
| Ede-Sul             | Oxum                          |
| Edu                 | Kwara (estado)                |
| Ife-Central         | Oxum                          |
| Ife-Leste           | Oxum                          |
| Ife-Norte           | Oxum                          |
| Ife-Sul             | Oxum                          |
| Efon                | Ekiti (estado)                |
| Egbado-Norte        | Ogum                          |
| Egbado-Sul          | Ogum                          |
| Egbeda              | Oió                           |
| Egbedore            | Oxum                          |
| Egor                | Edo (estado)                  |
| Ehime-Mbano         | Imo (estado)                  |
| Ejibó               | Oxum                          |
| Ekeremor            | Bayelsa (estado)              |
| Eket                | Akwa Ibom (estado)            |
| Ekiti               | Kwara (estado)                |
| Ekiti-Leste         | Ekiti (estado)                |
| Ekiti-Sudoeste      | Ekiti (estado)                |
| Ekiti-Oeste         | Ekiti (estado)                |
| Ekwusigo            | Anambra                       |
| Eleme               | Rios                          |
| Emuoha              | Rios                          |
| Emure               | Ekiti (estado)                |
| Enugu Leste         | Enugu                         |
| Enugu Norte         | Enugu                         |
| Enugu Sul           | Enugu                         |
| Epe                 | Lagos                         |
| Esan-Central        | Edo (estado)                  |
| Esan-Nordeste       | Edo (estado)                  |
| Esan-Sudeste        | Edo (estado)                  |
| Esan-Oeste          | Edo (estado)                  |
| Ese-Odo             | Ondô                          |
| Esit-Eket           | Akwa Ibom (estado)            |
| Essien-Udim         | Akwa Ibom (estado)            |
| Etche               | Rios                          |
| Ethiope-Leste       | Delta                         |
| Ethiope-Oeste       | Delta                         |
| Etim-Ekpo           | Akwa Ibom (estado)            |
| Etinan              | Akwa Ibom (estado)            |
| Eti-Osa             | Lagos                         |
| Etsako-Central      | Edo (estado)                  |
| Etsako-Leste        | Edo (estado)                  |
| Etsako-Oeste        | Edo (estado)                  |
| Etung               | Rio Cross                     |
| Ewekoro             | Ogum                          |
| Ezeagu              | Enugu                         |
| Ezinihitte          | Imo (estado)                  |
| Ezza Norte          | Ebonyi (estado)               |
| Ezza Sul            | Ebonyi (estado)               |
| Fagge               | Kano (estado)                 |
| Fakai               | Kebbi (estado)                |
| Faskari             | Katsina (estado)              |
| Fika                | Yobe (estado)                 |
| Fufure              | Adamawa (estado)              |
| Funakaye            | Gombe (estado)                |
| Fune                | Yobe (estado)                 |
| Funtua              | Katsina (estado)              |
| Gabasawa            | Kano (estado)                 |
| Gada                | Socoto                        |
| Gagarawa            | Jigawa (estado)               |
| Gamawa              | Bauchi                        |
| Ganjuwa             | Bauchi                        |
| Ganye               | Adamawa (estado)              |
| Garki               | Jigawa (estado)               |
| Garko               | Kano (estado)                 |
| Garum-Mallam        | Kano (estado)                 |
| Gashaka             | Taraba                        |
| Gassol              | Taraba                        |
| Gaya                | Kano (estado)                 |
| Gayuk               | Adamawa (estado)              |
| Gazewa              | Kano (estado)                 |
| Gbako               | Níger                         |
| Gboko               | Benue (estado)                |
| Gbonyin             | Ekiti (estado)                |
| Geidam              | Yobe (estado)                 |
| Giade               | Bauchi                        |
| Giwa                | Kaduna (estado)               |
| Gokana              | Rios                          |
| Gombe (cidade)      | Gombe (estado)                |
| Gombi               | Adamawa (estado)              |
| Goronyo             | Socoto                        |
| Grie                | Adamawa (estado)              |
| Gubio               | Borno (estado)                |
| Gudu                | Socoto                        |
| Gujba               | Yobe (estado)                 |
| Gulani              | Yobe (estado)                 |
| Guma                | Benue (estado)                |
| Gumel               | Jigawa (estado)               |
| Gummi               | Zanfara                       |
| Gurara              | Níger                         |
| Guri                | Jigawa (estado)               |
| Gusau               | Zanfara                       |
| Guzamala            | Borno (estado)                |
| Gwadabawa           | Socoto                        |
| Gwagwalada          | Território da Capital Federal |
| Gwale               | Kano (estado)                 |
| Gwandu              | Kebbi (estado)                |
| Gwaram              | Jigawa (estado)               |
| Gwarzo              | Kano (estado)                 |
| Gwer-Leste          | Benue (estado)                |
| Gwer-Oeste          | Benue (estado)                |
| Gwiwa               | Jigawa (estado)               |
| Gwoza               | Borno (estado)                |
| Hadejia             | Jigawa (estado)               |
| Hawul               | Borno (estado)                |
| Hong                | Adamawa (estado)              |
| Ibadan-Norte        | Oió                           |
| Ibadan-Nordeste     | Oió                           |
| Ibadan-Noroeste     | Oió                           |
| Ibadan-Sudeste      | Oió                           |
| Ibadan-Sudoeste     | Oió                           |
| Ibaji               | Kogi (estado)                 |
| Ibarapa-Central     | Oió                           |
| Ibarapa-Leste       | Oió                           |
| Ibarapa-Norte       | Oió                           |
| Ibeju-lekki         | Lagos                         |
| Ibeno               | Akwa Ibom (estado)            |
| Ibesikpo-Asutan     | Akwa Ibom (estado)            |
| Ibi                 | Taraba                        |
| Ibiono-Ibom         | Akwa Ibom (estado)            |
| Idah                | Kogi (estado)                 |
| Idanre              | Ondô                          |
| Ideato-Norte        | Imo (estado)                  |
| Ideato-Sul          | Imo (estado)                  |
| Idemili-Norte       | Anambra                       |
| Idemili-Sul         | Anambra                       |
| Ido                 | Oió                           |
| Ido-Osi             | Ekiti (estado)                |
| Ifako/Ijaye         | Lagos                         |
| Ifedayo             | Oxum                          |
| Ifedore             | Ondô                          |
| Ifelodun            | Kwara (estado)                |
| Ifelodun            | Oxum                          |
| Ifo                 | Ogum                          |
| Igabi               | Kaduna (estado)               |
| Igalamela-Odolu     | Kogi (estado)                 |
| Igbo-Etiti          | Enugu                         |
| Igbo-Eze-Norte      | Enugu                         |
| Igbo-Eze-Sul        | Enugu                         |
| Iguegben            | Edo (estado)                  |
| Ihiala              | Anambra                       |
| Ihitte/Uboma        | Imo (estado)                  |
| ijaye               | Ondô                          |
| Ijebu-Leste         | Ogum                          |
| Ijebu-Norte         | Ogum                          |
| Ijebu-Nordestet     | Ogum                          |
| Ijebu-ode           | Ogum                          |
| Ijero               | Ekiti (estado)                |
| Ijumu               | Kogi (estado)                 |
| Ika                 | Akwa Ibom (estado)            |
| Ika-Norte           | Delta                         |
| Ikara               | Kaduna (estado)               |
| Ika-Sul             | Delta                         |
| Ikeduru             | Imo (estado)                  |
| Ikeja               | Lagos                         |
| Ikenne              | Ogum                          |
| Ikere               | Ekiti (estado)                |
| Ikole               | Ekiti (estado)                |
| Ikom                | Rio Cross                     |
| Ikono               | Akwa Ibom (estado)            |
| Ikorodu             | Lagos                         |
| Ikot-Abasi          | Akwa Ibom (estado)            |
| Ikot-Ekpene         | Akwa Ibom (estado)            |
| Ikpoba-Okha         | Edo (estado)                  |
| Ikwere              | Rios                          |
| Ikwo                | Ebonyi (estado)               |
| Ikwuano             | Abia (estado)                 |
| Ila                 | Oxum                          |
| Ilejemeje           | Ekiti (estado)                |
| Ile-Oluji-Okeigbo   | Ondô                          |
| Ilesa East          | Oxum                          |
| Ilesa West          | Oxum                          |
| Illela              | Socoto                        |
| Ilorin-Leste        | Kwara (estado)                |
| Ilorin-Sul          | Kwara (estado)                |
| Ilorin-Oeste        | Kwara (estado)                |
| Imeko-Afon          | Ogum                          |
| Ingawa              | Katsina (estado)              |
| Ini                 | Akwa Ibom (estado)            |
| Ipokia              | Ogum                          |
| Irele               | Ondô                          |
| Irepo               | Oió                           |
| Irepodun            | Oxum                          |
| Irepodun            | Kwara (estado)                |
| Irepodun/Ifelodun   | Ekiti (estado)                |
| Irewole             | Oxum                          |
| Isa                 | Socoto                        |
| Ise/Orun            | Ekiti (estado)                |
| Iseyin              | Oió                           |
| Ishielu             | Ebonyi (estado)               |
| Isiala-Mbano        | Imo (estado)                  |
| Isiala-Ngwa-Norte   | Abia (estado)                 |
| Isiala-Ngwa-Sul     | Abia (estado)                 |
| Isin                | Kwara (estado)                |
| Isi-Uzo             | Enugu                         |
| Isokan              | Oxum                          |
| Isoco Setentrional  | Delta                         |
| Isoco Meridional    | Delta                         |
| Isu                 | Imo (estado)                  |
| Isuikwuato          | Abia (estado)                 |
| Itas/Gadau          | Bauchi                        |
| Itesiwaju           | Oió                           |
| Itu                 | Akwa Ibom (estado)            |
| Ivo                 | Ebonyi (estado)               |
| Iwajowa             | Oió                           |
| Iwo                 | Oxum                          |
| Izzi                | Ebonyi (estado)               |
| Jaba                | Kaduna (estado)               |
| Jada                | Adamawa (estado)              |
| Jahun               | Jigawa (estado)               |
| Jakusko             | Yobe (estado)                 |
| Jalingo             | Taraba                        |
| Jama'are            | Bauchi                        |
| Jega                | Kebbi (estado)                |
| Jema'a              | Kaduna (estado)               |
| Jere                | Borno (estado)                |
| Jibia               | Katsina (estado)              |
| Jos-Leste           | Plateau (estado)              |
| Jos-Norte           | Plateau (estado)              |
| Jos-Sul             | Plateau (estado)              |
| Kabba/Bunu          | Kogi (estado)                 |
| Kabo                | Kano (estado)                 |
| Kachia              | Kaduna (estado)               |
| Kaduna-Norte        | Kaduna (estado)               |
| kaduna-Sul          | Kaduna (estado)               |
| Kafin-Hausa         | Jigawa (estado)               |
| Kafur               | Katsina (estado)              |
| Kaga                | Borno (estado)                |
| Kagarko             | Kaduna (estado)               |
| Kaiama              | Kwara (estado)                |
| kaita               | Katsina (estado)              |
| Kajola              | Oió                           |
| Kajuru              | Kaduna (estado)               |
| Kala/Balge          | Borno (estado)                |
| Kalgo               | Kebbi (estado)                |
| Kaltungo            | Gombe (estado)                |
| Kanam               | Plateau (estado)              |
| Kankara             | Katsina (estado)              |
| Kanke               | Plateau (estado)              |
| Kankia              | Katsina (estado)              |
| Kano-Municipal      | Kano (estado)                 |
| Karasuwa            | Yobe (estado)                 |
| Karaye              | Kano (estado)                 |
| Karim-Lamido        | Taraba                        |
| Karu                | Nassaraua                     |
| Katagun             | Bauchi                        |
| Katcha              | Níger                         |
| Katsina             | Katsina (estado)              |
| Katsina-Ala         | Benue (estado)                |
| Kaura               | Kaduna (estado)               |
| Kaura-Namoda        | Zanfara                       |
| Kauru               | Kaduna (estado)               |
| Kazuare             | Jigawa (estado)               |
| Keana               | Nassaraua                     |
| Kebbe               | Socoto                        |
| Keffi               | Nassaraua                     |
| Khana               | Rios                          |
| Kibiya              | Kano (estado)                 |
| Kirfi               | Bauchi                        |
| Kiri-Kasama         | Jigawa (estado)               |
| Kiru                | Kano (estado)                 |
| kiyawa              | Jigawa (estado)               |
| Kogi                | Kogi (estado)                 |
| Koko/Besse          | Kebbi (estado)                |
| Kokona              | Nassaraua                     |
| Kolokuma/Opokuma    | Bayelsa (estado)              |
| Konduga             | Borno (estado)                |
| Konshisha           | Benue (estado)                |
| Kontagora           | Níger                         |
| Kosofe              | Lagos                         |
| Kuagama             | Jigawa (estado)               |
| Kubau               | Kaduna (estado)               |
| Kudan               | Kaduna (estado)               |
| Kuje                | Território da Capital Federal |
| Kukawa              | Borno (estado)                |
| Kumbotso            | Kano (estado)                 |
| Kumi                | Taraba                        |
| Kunchi              | Kano (estado)                 |
| Kura                | Kano (estado)                 |
| Kurfi               | Katsina (estado)              |
| Kusada              | Katsina (estado)              |
| Kwali               | Território da Capital Federal |
| Kwande              | Benue (estado)                |
| Kwani               | Gombe (estado)                |
| Kware               | Socoto                        |
| Kwaya-Kusar         | Borno (estado)                |
| Lafia               | Nassaraua                     |
| Lagelu              | Oió                           |
| Lagos (ilha)        | Lagos                         |
| Lagos Continental   | Lagos                         |
| Langtang-Sul        | Plateau (estado)              |
| Langtan-Norte       | Plateau (estado)              |
| Lapai               | Níger                         |
| Larmurde            | Adamawa (estado)              |
| Lau                 | Taraba                        |
| Lavun               | Níger                         |
| Lere                | Kaduna (estado)               |
| Logo                | Benue (estado)                |
| Lokoja              | Kogi (estado)                 |
| Machina             | Yobe (estado)                 |
| Madgali             | Adamawa (estado)              |
| Madobi              | Kano (estado)                 |
| Mafa                | Borno (estado)                |
| Magama              | Níger                         |
| Magumeri            | Borno (estado)                |
| Mai'Adua            | Katsina (estado)              |
| Maiduguri           | Borno (estado)                |
| Maigatari           | Jigawa (estado)               |
| Maiha               | Adamawa (estado)              |
| Maiyama             | Kebbi (estado)                |
| Makarfi             | Kaduna (estado)               |
| Makoda              | Kano (estado)                 |
| Malam-Maduri        | Jigawa (estado)               |
| Malumfashi          | Katsina (estado)              |
| Mangu               | Plateau (estado)              |
| Mani                | Katsina (estado)              |
| Maradun             | Zanfara                       |
| Mariga              | Níger                         |
| Makurdi             | Benue (estado)                |
| Marte               | Borno (estado)                |
| Maru                | Zanfara                       |
| Mashegu             | Níger                         |
| Mashi               | Katsina (estado)              |
| Matazu              | Katsina (estado)              |
| Mayo-Belwa          | Adamawa (estado)              |
| Mbatoli             | Imo (estado)                  |
| Mbo                 | Akwa Ibom (estado)            |
| Michika             | Adamawa (estado)              |
| Miga                | Jigawa (estado)               |
| Mikang              | Plateau (estado)              |
| Minjibir            | Kano (estado)                 |
| Misau               | Bauchi                        |
| Moba                | Ekiti (estado)                |
| Mobbar              | Borno (estado)                |
| Mobi-Norte          | Adamawa (estado)              |
| Mobi-Sul            | Adamawa (estado)              |
| Mokwa               | Níger                         |
| Monguno             | Borno (estado)                |
| Mopa-Muro           | Kogi (estado)                 |
| Moro                | Kwara (estado)                |
| Moya                | Níger                         |
| Mpkat-Enin          | Akwa Ibom (estado)            |
| Musawa              | Katsina (estado)              |
| Mushin              | Lagos                         |
| Nafada              | Gombe (estado)                |
| Nangere             | Yobe (estado)                 |
| Nasarawa            | Kano (estado)                 |
| Nasarawa            | Nassaraua                     |
| Nasarawa-Egon       | Nassaraua                     |
| Ndokwa-Leste        | Delta                         |
| Ndokwa-Oeste        | Delta                         |
| Nembe               | Bayelsa (estado)              |
| Ngala               | Borno (estado)                |
| Nganzai             | Borno (estado)                |
| Ngaski              | Kebbi (estado)                |
| Ngor-Okpala         | Imo (estado)                  |
| Nguru               | Yobe (estado)                 |
| Ningi               | Bauchi                        |
| Njaba               | Imo (estado)                  |
| Njikoka             | Anambra                       |
| Nkanu-Leste         | Enugu                         |
| Nkanu-Oeste         | Enugu                         |
| Nkwerre             | Imo (estado)                  |
| Nnewi-Norte         | Anambra                       |
| Nnewi-Sul           | Anambra                       |
| Nsit-Atai           | Akwa Ibom (estado)            |
| Nsit-Ibom           | Akwa Ibom (estado)            |
| Nsit-Ubuim          | Akwa Ibom (estado)            |
| Nsukka              | Enugu                         |
| Numan               | Adamawa (estado)              |
| Nwangele            | Imo (estado)                  |
| Obafemi-Owode       | Ogum                          |
| Obanliku            | Rio Cross                     |
| Obi (Nasarawa)      | Nassaraua                     |
| Obi                 | Benue (estado)                |
| Obi-Nwga            | Abia (estado)                 |
| Obio/Akpor          | Rios                          |
| Obokun              | Oxum                          |
| Obot-Akara          | Akwa Ibom (estado)            |
| Obowo               | Imo (estado)                  |
| Obubra              | Rio Cross                     |
| Obudu               | Rio Cross                     |
| Odeda               | Ogum                          |
| Odigbo              | Ondô                          |
| Odogbolu            | Ogum                          |
| Odô Otim            | Oxum                          |
| Odukpani            | Rio Cross                     |
| Offa                | Kwara (estado)                |
| Ofu                 | Kogi (estado)                 |
| Ogba/Egbema/Ndoni   | Rios                          |
| Ogbadibo            | Benue (estado)                |
| Ogbaru              | Anambra                       |
| Ogbia               | Bayelsa (estado)              |
| Ogbomosho-Norte     | Oió                           |
| Ogbomosho-Sul       | Oió                           |
| Ogo-Bolo            | Rios                          |
| Ogoja               | Rio Cross                     |
| Ogo-Oluwa           | Oió                           |
| Ogori/Magongo       | Kogi (estado)                 |
| Ogun-waterfront     | Ogum                          |
| Oguta               | Imo (estado)                  |
| Ohafia              | Abia (estado)                 |
| Ohaji/Egbema        | Imo (estado)                  |
| Ohaozara            | Ebonyi (estado)               |
| Ohaukwu             | Ebonyi (estado)               |
| Ohimini             | Benue (estado)                |
| Ohionmwon           | Edo (estado)                  |
| Oji-River           | Enugu                         |
| Ojo                 | Lagos                         |
| Oju                 | Benue (estado)                |
| Okehi               | Kogi (estado)                 |
| Okene               | Kogi (estado)                 |
| Oke-oro             | Kwara (estado)                |
| Okigwe              | Imo (estado)                  |
| Okitipupa           | Ondô                          |
| Okobo               | Akwa Ibom (estado)            |
| Okpe                | Delta                         |
| Okrika              | Rios                          |
| Olamaboro           | Kogi (estado)                 |
| Ola-oluwa           | Oxum                          |
| Olorunda            | Oxum                          |
| Olorunsogo          | Oió                           |
| Oluyole             | Oió                           |
| Omala               | Kogi (estado)                 |
| Omumma              | Rios                          |
| Ona-ara             | Oió                           |
| Ondo-Leste          | Ondô                          |
| Ondo-Oeste          | Ondô                          |
| Onitsha             | Ebonyi (estado)               |
| Onitsha-Norte       | Anambra                       |
| Onitsha-Sul         | Anambra                       |
| Onna                | Akwa Ibom (estado)            |
| Okpokwu             | Benue (estado)                |
| Opobo/Nkoro         | Rios                          |
| Oredo               | Edo (estado)                  |
| Orelope             | Oió                           |
| Oriade              | Oxum                          |
| Ori-Ire             | Oió                           |
| Orlu                | Imo (estado)                  |
| Orolu               | Oxum                          |
| Oron                | Akwa Ibom (estado)            |
| Orsu                | Imo (estado)                  |
| Oru-Leste           | Imo (estado)                  |
| Oruk-Anam           | Akwa Ibom (estado)            |
| Orumba-Norte        | Anambra                       |
| Orumba-Sul          | Anambra                       |
| Oru-Oeste           | Imo (estado)                  |
| Ose                 | Ondô                          |
| Oshimili-Norte      | Delta                         |
| Oshimili-Sul        | Delta                         |
| Oshodi/Isolo        | Lagos                         |
| Osisioma            | Abia (estado)                 |
| Oxobô               | Oxum                          |
| Oturkpo             | Benue (estado)                |
| Ovia-Nordeste       | Edo (estado)                  |
| Ovia-Sudoeste       | Edo (estado)                  |
| Owan-Leste          | Edo (estado)                  |
| Owan-Oest           | Edo (estado)                  |
| Owerri-Municipal    | Imo (estado)                  |
| Owerri-Norte        | Imo (estado)                  |
| Owerri-Oeste        | Imo (estado)                  |
| Owo                 | Ondô                          |
| Oye                 | Ekiti (estado)                |
| Oyi                 | Anambra                       |
| Oyigbo              | Rios                          |
| Oió                 | Oió                           |
| Oió Leste           | Oió                           |
| Oyun                | Kwara (estado)                |
| Paikoro             | Níger                         |
| Panshkin            | Plateau (estado)              |
| Patani              | Delta                         |
| Pategi              | Kwara (estado)                |
| Port-Harcourt       | Rios                          |
| Potiskum            | Yobe (estado)                 |
| Qua'an-Pan          | Plateau (estado)              |
| Rabah               | Socoto                        |
| Rafi                | Níger                         |
| Rano                | Kano (estado)                 |
| Remo-Norte          | Ogum                          |
| Rijau               | Níger                         |
| Rimi                | Katsina (estado)              |
| Rimin-Gado          | Kano (estado)                 |
| Ringim              | Jigawa (estado)               |
| Riyom               | Plateau (estado)              |
| Rogo                | Kano (estado)                 |
| Roni                | Jigawa (estado)               |
| Sabon-Birni         | Socoto                        |
| Sabon-Gari          | Kaduna (estado)               |
| Sabuwa              | Katsina (estado)              |
| Safana              | Katsina (estado)              |
| Sagbama             | Bayelsa (estado)              |
| Sakaba              | Kebbi (estado)                |
| Saki-Leste          | Oió                           |
| Saki-Oeste          | Oió                           |
| Sandamu             | Katsina (estado)              |
| Sanga               | Kaduna (estado)               |
| Sapele              | Delta                         |
| Sardauna            | Taraba                        |
| Shagamu             | Ogum                          |
| Shagari             | Socoto                        |
| Shanga              | Kebbi (estado)                |
| Shani               | Borno (estado)                |
| Shanono             | Kano (estado)                 |
| Shelleng            | Adamawa (estado)              |
| Shendam             | Plateau (estado)              |
| Shinkafi            | Zanfara                       |
| Shira               | Bauchi                        |
| Shiroro             | Níger                         |
| Shomgom             | Gombe (estado)                |
| Shomolu             | Lagos                         |
| Silame              | Socoto                        |
| Soba                | Kaduna (estado)               |
| Socoto Norte        | Socoto                        |
| Socoto Sul          | Socoto                        |
| Song                | Adamawa (estado)              |
| Southern-Ijaw       | Bayelsa (estado)              |
| Suleja              | Níger                         |
| Sule-Tankakar       | Jigawa (estado)               |
| Sumaila             | Kano (estado)                 |
| Suru                | Kebbi (estado)                |
| Surulere            | Oió                           |
| Surulere            | Lagos                         |
| Tafa                | Níger                         |
| Tafawa-Balewa       | Bauchi                        |
| Tai                 | Rios                          |
| Takai               | Kano (estado)                 |
| Takum               | Taraba                        |
| Talata-Mafara       | Zanfara                       |
| Tambuwal            | Socoto                        |
| Tangaza             | Socoto                        |
| Tarauni             | Kano (estado)                 |
| Tarka               | Benue (estado)                |
| Tarmua              | Yobe (estado)                 |
| Taura               | Jigawa (estado)               |
| Teungo              | Adamawa (estado)              |
| Tofa                | Kano (estado)                 |
| Toro                | Bauchi                        |
| Toto                | Nassaraua                     |
| Tsafe               | Zanfara                       |
| Tsanyawa            | Kano (estado)                 |
| Tudun-Wada          | Kano (estado)                 |
| Tureta              | Socoto                        |
| Udenu               | Enugu                         |
| Udi                 | Enugu                         |
| Udu                 | Delta                         |
| Udung-Uko           | Akwa Ibom (estado)            |
| Ughelli-Norte       | Delta                         |
| Ughelli-Sul         | Delta                         |
| Ugwunagbo           | Abia (estado)                 |
| Uhunmwonde          | Edo (estado)                  |
| Ukanafun            | Akwa Ibom (estado)            |
| Ukum                | Benue (estado)                |
| Ukwa-Leste          | Abia (estado)                 |
| Ukwa-Oeste          | Abia (estado)                 |
| Ukwuani             | Delta                         |
| Umuahia-Norte       | Abia (estado)                 |
| Umuahia-Sul         | Abia (estado)                 |
| Umu-Nneochi         | Abia (estado)                 |
| Ungogo              | Kano (estado)                 |
| Unuimo              | Imo (estado)                  |
| Uruan               | Akwa Ibom (estado)            |
| Urue-Offong/Oruko   | Akwa Ibom (estado)            |
| Ushongo             | Benue (estado)                |
| Ussa                | Taraba                        |
| Uvwie               | Delta                         |
| Uyo                 | Akwa Ibom (estado)            |
| Uzo-Uwani           | Enugu                         |
| Vandeikya           | Benue (estado)                |
| Wamako              | Socoto                        |
| Uamba               | Nassaraua                     |
| Warawa              | Kano (estado)                 |
| Warji               | Bauchi                        |
| Warri-Norte         | Delta                         |
| Warri-Sul           | Delta                         |
| Warri-Sudeste       | Delta                         |
| Wasagu/Danko        | Kebbi (estado)                |
| Wase                | Plateau (estado)              |
| Wudil               | Kano (estado)                 |
| Wukari              | Taraba                        |
| Wurno               | Socoto                        |
| Wushishi            | Níger                         |
| Yabo                | Socoto                        |
| Yagba-Leste         | Kogi (estado)                 |
| Yagba-Oeste         | Kogi (estado)                 |
| Yakurr              | Rio Cross                     |
| Yala                | Rio Cross                     |
| Yamaltu/Deba        | Gombe (estado)                |
| Yankwashi           | Jigawa (estado)               |
| Yauri               | Kebbi (estado)                |
| Yenagoa             | Bayelsa (estado)              |
| Yola-Norte          | Adamawa (estado)              |
| Yola-Sul            | Adamawa (estado)              |
| Yorro               | Taraba                        |
| Yunusari            | Yobe (estado)                 |
| Yusufari            | Yobe (estado)                 |
| Zakki               | Bauchi                        |
| Zango               | Katsina (estado)              |
| Zangon-Kataf        | Kaduna (estado)               |
| Zaria               | Kaduna (estado)               |
| Zing                | Taraba                        |
| Zurmi               | Zanfara                       |
| Zuru                | Kebbi (estado)                |